# النساء في السينما الإفريقية
تشارك النساء في صناعة السينما الأفريقية في مجموعة متنوعة من الأدوار، على الرغم من قلة تمثيلهن في المناصب الإبداعية.

## خلفية
خلال الحقبة الاستعمارية، كان صانعو الأفلام الغربيون يمثلون إفريقيا حصريًا، مما أدى إلى تصوير إفريقيا والشعوب الأفريقية على أنها «غريبة» أو «عمال خاضعون» أو «متوحشون أو آكلو لحوم البشر». نتج عن حركات الاستقلال الأفريقية التي ظهرت في الخمسينيات والستينيات من القرن الماضي سينما تهدف إلى استخدام الكاميرا كأداة لمواجهة هذه الصور الاستعمارية. كانت النساء نشيطات في صناعة السينما الأفريقية قبل وأثناء هذا الوقت، ولكن أدوارهن كانت في الغالب مقتصرة على المناصب الداعمة مثل التمثيل. تزامن ظهور المرأة في أدوار أخرى في صناعة السينما خلال هذه الفترة مع تجمع جماعي لمحترفي السينما الذين رغبوا في الترويج للسينما الأفريقية. بدأ هؤلاء المحترفون السينمائيون، والعديد منهم من النساء، في إنشاء منظمات ومهرجانات موجهة نحو صناعة وتقدير الأفلام الأفريقية مثل مهرجان عموم أفريقيا للسينما والتلفزيون في واغادوغو (FESPACO)، والاتحاد الأفريقي لصانعي الأفلام (FEPACI)، وتم إنشاء كلاهما في عام 1969. أيضا المهرجان العالمي للفنون السوداء، وهو مهرجان للثقافة والفنون مدته شهر، ظهر أيضًا خلال هذه الفترة الزمنية المبدعين من الشتات الأفريقيين وسلطوا الضوء على الأدب والفنون الجميلة والموسيقى والسينما والمسرح والأزياء والهندسة المعمارية والتصميم والرقص، خاصة من صانعي الأفلام في الولايات المتحدة.
خلال السبعينيات كان هناك دعوة عالمية للعمل في مجالات مختلفة من حياة المرأة مع تطور الحركة العالمية لحقوق المرأة وتطور الحركة النسائية من الموجة الثانية وظهور مجموعة البحث النسوية ثنائية اللغة ومقرها السنغال، رابطة النساء الأفارقة من أجل البحث والتطوير (AAWORD)، وإعلان عقد الأمم المتحدة للمرأة من 1976 إلى 1985، وكلها أثرت بشكل كبير في تطوير وتحليل الدراسات الأكاديمية للمرأة، ونظرية الأفلام النسوية، والتمثيل المرئي للمرأة على الصعيد العالمي. وقد نسب العلماء الفضل إلى هذه الحركات باعتبارها ولدت فهمًا للأخوة العالمية، والتي انبثقت عن موجة من المؤتمرات ووسائل الإعلام التي عكست التجربة المتنوعة للمرأة على الصعيد الدولي.

## نساء مخرجات
كان الأفارقة مقيدين في الأدوار التي يمكن أن يؤدوها في الفيلم حتى الخمسينيات والستينيات، عندما بدأ الأفارقة الأصليون في تحرير أنفسهم من الحكم الاستعماري، لكن القليل من النساء حصلن على حق الوصول إلى العملية الإبداعية بخلاف التمثيل. يُنسب الفضل إلى المخرجة صافي فاي كونها أول امرأة أفريقية تقوم بإخراج فيلم مع إصدار فيلمها لعام 1975 بعنوان «رسالة من قريتي»، والذي قال الباحث السينمائي إن فرانك أوكاديك إنه يشير إلى نضالات أوسع لصانعي الأفلام السود في الشتات الأفريقي. :104 أشارت المخرجة والمؤلفة تسيتسي دانغاريمبغا إلى التحيزات الأبوية في صناعة السينما والمجتمع الأفريقي كأسباب تجعل النساء الأفريقيات على وجه الخصوص يكافحن كمخرجات. لاحظت الباحثة نانسي شميدت أيضًا في عام 1997 أنه في ذلك الوقت لم تكن هناك سوى منصات أو منشورات أو أفلام أو ببليوغرافيات على الإنترنت مؤخرًا أقرت بجميع الأفلام الروائية والوثائقية والقصيرة والأعمال في الفيديو والتلفزيون والوسائط الرقمية التي وجهتها النساء الأفريقيات العقود العديدة الماضية.
تم تشكيل منظمات غير ربحية للمساعدة في معالجة هذه القضايا والترويج للمرأة الأفريقية في السينما والتلفزيون، مثل مؤسسة لاديما، وتم إطلاق مهرجانات الأفلام التي تركز على المرأة مثل مهرجان الصور السينمائي الدولي للنساء. من الأمثلة على الموارد المتاحة عبر الإنترنت حول النساء الأفريقيات في السينما، مركز بيتي إيليرسون لدراسة وبحوث المرأة الأفريقية في السينما، الذي أطلق في عام 2008 ويدير مدونة النساء الألإريقيات في السينما.
بعض المخرجات واجهن صعوبة في الحصول على الاعتراف كمخرجة أفلام أفريقية، مثل - سارة مالدور - مما أدى إلى استبعادهم من قوائم صانعي الأفلام الأفارقة أثناء مناقشة أفلامهم في دراسات عن السينما الأفريقية.:10 استشهد بولين سومانو فييرا الجنسية كعنصر رئيسي في تحديد الهوية كمخرج فيلم أفريقي، مشيرًا إلى أن الأفلام التي أخرجها غير المواطنين عن إفريقيا هي "إلهام أفريقي / فيلم إلهام أفريقي"، وهو ما يقوله الباحث أليكسي تشيوياب "أنه سيؤدي تلقائيًا إلى استبعاده المخرجات مثل سارة مالدور أو راؤول بيك الذين يعتبرون غالبًا، بشكل حدسي تقريبًا، "أفارقة".:11-12 لاحظ بعض العلماء، مثل مؤرخة الفن بياتريس ليل ريسكو، أن مالدور "أفريقية فيما يتعلق بدوافعها وموضوعاتها".
تشمل القضايا الشائعة التي تواجهها المخرجات الأفريقيات التحرش الجنسي والتمييز على أساس الجنس.

## تاريخ المرأة في السينما الأفريقي

### الستينيات والسبعينيات
خلال الحقبة الاستعمارية حظرت الثقافات والقوانين، مثل مرسوم لافال لعام 1934 الذي حكم المستعمرات الفرنسية ومنع الأفارقة من إنتاج أفلامهم الخاصة، والذي يُعزى إليه الفضل في إعاقة نمو الأفلام كوسيلة من وسائل التعبير الأفريقي والسياسي والثقافي والفني. مع ظهور إفريقيا كمنطقة عالم ما بعد الاستعمار، بدأ الأفارقة في إنتاج أفلامهم الخاصة، وتولت النساء أدوارًا أكثر بروزًا بينما لا تزال تقتصر إلى حد كبير على الأدوار التمثيلية فقط. على الرغم من الهزيمة الواضحة للاستعمار إلا أن بعض الأفكار المحافظة عن الحضارة الأوروبية ظلت قائمة ووجدت صدى في شكل من أشكال التقاليد القروية والسلطوية الأبوية، حيث صرح كينيث دبليو هارو بأنه «في حين أن احتجاجات الخمسينيات والستينيات كانت موجهة ضد الأوروبيين المستعمرون بوصفهم غرباء، أو ضد أوروبا نفسها كقوة خارجية، فقد تم توجيههم الآن داخليًا ضد شخصيات أفريقية ذات سلطة - شخصيات قمعية ومسيطرة، بما في ذلك أولئك الذين فروا من الأمة والاقتصاد وكذلك أولئك الذين حكموا القرى أو العائلات». وقال إنه حتى لو تمت إزالة الحاكم الاستعماري، فإن آليات الغزو تتكرر على جسد المرأة الأفريقية في سينما الستينيات والسبعينيات.
تضمنت الأفلام التي تم إنتاجها خلال هذه الحقبة والتي ظهرت أو تم إنتاجها من قبل مخرجات أفريقيات موضوعات الانطباع الجنسي التي تضمنت تعدد الزوجات والصراع بين الرومانسية الحديثة وتقاليد ترتيب الزواج وتهميش الأرامل والنساء العازبات وتشويه الأعضاء التناسلية. جادل باحثون مثل شيلا بيتي بأنه لا ينبغي قراءتها على أنها تصور نظام أبوي لا يتزعزع فحسب، بل على أنها تعبيرات عن فقدان عام للهوية، مع أمثلة متطرفة من السياسات الجنسية التي تعمل كـ«عملية يمكن فيها تعديل الأدوار الثقافية من خلال الشراكات العاطفية بين الرجال والنساء».
في عام 1975 أصدرت صافي فاي فيلم «كادو بيكات» ، والذي يعتبر على نطاق واسع أول فيلم روائي طويل يتم طرحه تجاريًا من إخراج امرأة أفريقية. :104 سبق لها أن أصدرت فيلمًا قصيرًا بعنوان «لا باسانت» قبل حوالي ثلاث سنوات في عام 1972. وينسب لها أيضا باعتبارها أول امرأة المخرج الأفارقة للحصول على اعتراف دولي، كما فاز «رسالة من قريتي» العديد من الجوائز من بينها جائزة الاتحاد الدولي للنقاد السينمائيين. الأفلام الأخرى التي تم إصدارها خلال هذه الفترة الزمنية وتشملفيلم المخرج مالدور لعام 1972ː «سامبيزانجغا».

### المرأة في سينما الثمانينيات والتسعينيات
بير هارو، أصبحت صانعات الأفلام الأفريقيات غزيرات الإنتاج خلال الثمانينيات والتسعينيات، «زودتنا أخيرًا بشيء أكثر أهمية من صور سيمبين لزوجات أو بنات مضطهدات منذ فترة طويلة» وأن «ربما تكون أفضل طريقة لفهم السينما بعد المشاركة هي تلك السينما التي بدأت تتحول في اتجاه النساء كنذير لمستقبل أفريقيا». كانت الأفلام التي تتمحور حول المرأة تقليديًا أقل جوهرية وأقل عن القمع المزدوج من قبل الثقافة الأبوية الأفريقية وقوى الاستعمار الغربي.[بحاجة لمصدر]

## موضوعات
تعد الموضوعات عنصرًا شائعًا في السينما وغالبًا ما تغطي السينما الأفريقية الاستعمار وعواقبه، من بين الموضوعات والأحداث الأخرى التي أثرت على الحياة في إفريقيا. قد تحتوي الأفلام التي تعرض أو توجهها نساء أفريقيات على موضوعات مثل الإثارة الجنسية، والنسوية الأفريقية، والتشيئة، أو الزواج المرتب وتعدد الزوجات. يمكن أن تشمل الموضوعات الأخرى المرونة واستقلال المرأة، كما في حالة المخرجة الكاميرونية روزين مباكام وفيلمها الوثائقي «عند الكوافيرة جولي». يُنظر إلى بعض المواضيع مثل التعليم، والصحة، والطفولة، أو الكفاح من أجل المساواة، على أنها أنثوية تقليديًا حسب بياتريس ليال ريسكو، ولكنها تخضع «للنظرة الاستبدادية الدائمة، والتي تتمثل الخاصية الأساسية لها في إقامة نظام رمزي محكم تقنين المسافة بين المبدع والواقع الممثل».

### تمثيل المرأة في السينما الأفريقية
يُنظر إلى تمثيل المرأة في السينما الأفريقية على أنه موضوع مشترك بين المخرجات مثل صافي فاي وسارة مالدورور، وقد لاحظ المؤرخون أن النساء قد صنعن الجزء الأكبر من بحث الموضوع. بعض الأفلام مثل «كارمن جاي» و«كارمن في خايليتشا» تقدم بطلات من الإناث، ولكن تم انتقادها على أنها «تمثل خروجًا عن وضع المرأة المعاصرة في إفريقيا» حيث تعرف الأفلام النساء بالموسيقى والصوت. لاحظ ريسكو أنه في حين أن هذه الأفلام تصور المثالية الأنثوية، فإنها أيضًا «تقدم بديلاً نابضًا بالحياة لموجة السينما السابقة، والتي تميزت إلى حد كبير بتمجيد الريف، والتقاليد واستعادتها، ونوع معين من السرد، بطيئًا ومدروسًا، استنادًا إلى الاتفاقيات الشفوية التي تم فيها التأكيد على الصمت والكلام بشكل متساوٍ».

### الإثارة الجنسية والجنس
لاحظ ن. فرانك أوكاديكي أن المرأة الأفريقية غالبًا ما تكون «في أفضل الأحوال، أشياء جنسية مغطاة بثقافة شوفينية»؛ وعلى حد تعبير عثمان سمبين، فإنهن «ما زلن يرفضن حق الكلام».:107 بعض الأفلام، مثل «سيدو» و«سراونيا»، يُنسب إليها الفضل في تبديد الافتراضات القائلة بأن النساء الأفريقيات «مجرد أشياء جنسية أو كليشيهات غريبة»، والتي ينسبها أوكاديكي جزئيًا إلى الافتراضات الاستعمارية والتقليدية.:108
فيما يتعلق بموضوع الإثارة الجنسية والجنس، جادل المخرج فرانسوا بفاف بأن الأفلام الأفريقية أقل استغلالية لأنها تتوقع أن يكون المتفرجون متدينين، بينما تتعامل إيزابيل بوني كلافيري في «بور لا نوي» مع الجنس على أنه رمز للحرية والاختيار.[بحاجة لمصدر] تم بفيلم «بوك نيني» لجيوتي ميستري وأنتجي شومان كفيلم يعكس الأدوار المتعددة التي يُتوقع أن تؤديها النساء على الصعيدين المهني والمحلي، وقد حفزت العديد من المناقشات التي تتناول كيفية عمل العلاقات بين الجنسين، وكيفية «التقاليد» كعامل بناء في العلاقات. يذكرون أن الزوجة في الفيلم تطلب مساعدة عشيقة زوجها العاملة في الجنس من أجل تعلم طرق مختلفة للإغواء وأن ذلك ينعكس على الأدوار المزدوجة لربات المنزل والعاملات المحترفات التي يتوقع من بعض النساء تبنيها، بينما لا يفعل الرجال ذلك ولا يحمل نفس التوقعات الاجتماعية بشكل عام.

### النسوية
مواضيع النسوية حاضرة في أفلام مثل «وجوه النساء»، التي تقول أوكاديكي عنه «يمثل أسئلة التراث الثقافي الأفريقي واستراتيجيات التبعية الأبوية للمرأة».:108 أصبحت الأفلام النسوية شائعة في الأفلام الكينية خلال التسعينيات واستمرت في الانتشار اعتبارًا من عام 2017، مما أدى إلى العديد من الموضوعات النسوية المتكررة مثل الشخصية الأنثوية التي تهرب من زواج مبكر في أفلام مثل «ثمن الابنة» و«سايكاتي»، بالإضافة إلى تكملة Saikati . كتب كينيث دبليو هارو أن النسوية الأفريقية لديها بعض الاختلافات عن النسوية الغربية، من حيث أن «إحداهن ستقلب النادي، والأخرى ستنضم إليه» لأن النسوية الأفريقية «تهتم أكثر بالمساواة بين الجنسين والعدالة الاجتماعية أو الاقتصادية» بينما النسوية الغربية تركز على قضايا مثل «حالة الذات، والهوية الجنسية، واللغة الجنسانية، والنظام الحزبي، وقبل كل شيء المعارضة السائدة»:133 وهو بدوره يتساءل أيضًا عما إذا كانت الحركة النسائية الأوروبية ستكون على خلاف مع صانعي الأفلام الأفارقة النسويات ويرى أنهن «يحافظن عن غير قصد على نظام حزبي وبالتالي يخربن أهدافهن».:139

### استغلال
في الستينيات، خرجت الحركة النسائية الأفريقية من حركة السينما الثالثة، التي اعتبرت الفيلم وسيلة للنشاط الاجتماعي والسياسي. استخدمت أفلام سيمبين، وصافي فاي، وسارة مالدورور وآخرون روايات خطية من أجل نقل الاستغلال المنهجي لمجموعات معينة من النساء بوضوح باستخدام الأفلام لزيادة التحرر، شاركت هذه الأفلام في جهد أكثر عمومية من قبل صانعي الأفلام في هذه الفترة لتأكيد الاستقلال واستعادة الهويات الوطنية من الحكم الاستعماري. هذا الارتباط الوثيق بالنضال من أجل الاستقلال يعني تهميشًا معينًا لقضية المرأة والتحديات الخاصة بنضالها.[بحاجة لمصدر]

### صحة الأنثى
كانت صحة المرأة موضوعًا في أفلام لعثمان سمبين مثل «مولاد سمبين»، والتي تركز على موضوع تشويه الأعضاء التناسلية للإناث، وهو طقس شائع في سن الرشد في أجزاء كثيرة من إفريقيا. ناقش النسويون والممارسون كيفية النظر إلى هذه الممارسة، حيث صرحت النسويات بأنها نوع عنيف من اضطهاد المرأة بينما يرى المؤيدون أنه تصور ثقافي للتطهير، وقد جادل النقاد حول ما إذا كان سيمبين يفسد أو يدعم الوضع الراهن أم لا. مصطلح «إباحي»، الذي يصف كيف يتم فرض الأساطير المحيطة بصورة المرأة السوداء على أجسادهن من خلال أنماط التمثيل المرئية، مثل الأفلام، التي تدعم بشكل فعال «الآخر» للأنوثة السوداء، وقد تم طرحه في مناقشة مولاد سمبين.

## التحديات
تشمل التحديات الشائعة التي تواجهها النساء الأفريقيات في الأفلام التحرش الجنسي والتمييز على أساس الجنس، فضلاً عن التوازن بين العمل والحياة. وصفت لوسي جبري إيجيابر النساء الأفريقيات المخرجات بأنهن "محاربات يواجهن الكثير من العقبات، أتذكر أنني رأيت صورة لمخرجة كينية كان لديها طفلها خلفها على ظهرها بينما كانت تخرج فيلما، كانت تلك أقوى صورة، لقد بقيت معي. بالنسبة لي، هذه مخرجة أفريقية". استشهد آخرون مثل المخرجة الكينية وانجيرو كينيانجوي بمشاكل تتعلق بالتعاون، ولاحظت ذات مرة في مقابلة أن مشكلتها الأساسية في دراسة الفيلم في أكاديمية دويتشه فيلم أوند فرنسيهاكاديمي كانت "ماذا يدفع الأوروبيين إلى التعاون مع "امرأة سوداء جاهلة ".
المشاكل الأخرى التي تواجهها المخرجات الأفريقيات في الظروف العالمية الحديثة لصناعة الأفلام تتضمن الانقسام بين التوقعات المحلية والعالمية للحياة والقيم الأفريقية. صرحت مخرجة الأفلام الوثائقية في بنين جيوفانيا أتوجينو-زينسو أن هناك مشاكل في الوعي بالقضايا التي تؤثر على النساء الأفريقيات، حيث أن «تعبير المرأة لم يأخذ الطريق الصحيح» وأن هناك الكثير من الصمت حول القضايا وأنه لا يقتصر على الاعتداء الجنسي فقط.

### التحرش والاعتداء الجنسي
أفادت العديد من المخرجات بتعرضهن للتحرش الجنسي والاعتداء الجنسي، ووجدت رابطة الأخوات العاملات في السينما والتلفزيون في جنوب إفريقيا، وفقًا لدويتشه فيله، أن ما يقل قليلاً عن ثلثي النساء الجنوب أفريقيات اللائي شملهن الاستطلاع تعرضن للإكراه أو اللمس في العمل دون رضاهن.